# Мышки-малышки
«Мышки-малышки» — советский рисованный мультипликационный фильм студии «Киевнаучфильм» 1982 года.

## Сюжет
Однажды, проголодавшийся дворовый кот решил поохотиться и поймать какого-нибудь воробушка. Он залез для этого даже на высокую крышу старого сарая, но удача была не на его стороне и все воробьи разлетелись в разные стороны. Но вдруг он услышал мышиный писк, это гонялись и веселились внутри сарая мыши. Кот немедленно решил воспользоваться случаем, чтобы поймать себе на обед мышонка. Но не тут-то было, мышиное семейство такое сообразительное и смышлёное, что коту пришлось пережить даже полёт на вертолёте под куполом сарая, а потом они его ещё и чуть даже не утопили.

## Съёмочная группа
- Авторы сценария: Богдан Жолдак, Борис Храневич
- Режиссёр: Тадеуш Павленко
- Художник-постановщик: Николай Чурилов
- Композитор: Мирослав Скорик
- Оператор: Анатолий Гаврилов
- Звукооператор: Виктор Груздёв
- Художники-мультипликаторы: Константин Чикин, Александр Викен, Адольф Педан, Нина Чурилова
- Редактор: Л. Пригода
- Директор картины: Иван Мазепа

## Издания на DVD
Мультфильм издавался на DVD — сборнике мультфильмов «Кто в лесу хозяин?», где содержались мультфильмы: «Ой, куда же ты едешь?» (1988), «Кто в лесу хозяин» (1977), «Приключения жирафки» (1973), «Настоящий медвежонок» (1977), «Про полосатого слонёнка» (1971), «Музыкальные картинки» (1968), «Тёплый хлеб» (1973), «Мышки-малышки» (1982), «Из жизни карандашей» (1988)..